# شعر المحاورة
شعر المحاورة هو أحد الفنون الأدبية الشعرية التي ظهرت في الحجاز وانتشرت لاحقاً في مناطق أخرى. تعود جذور هذا الفن إلى شعر النقائض الذي كان معروفاً بين العرب منذ القدم. يتميز شعر المحاورة بشعبية واسعة ويعرف بعدة أسماء، مثل: "المحاورة"، "الردِّية" "القلطة". يعتمد هذا النوع من الشعر على الارتجال وسرعة البديهة، حيث يتم تبادله مباشرة بين شاعرين أو أكثر في نفس الزمان والمكان. كما يتميز بكونه شعراً غنائياً يُؤدى على لحن محدد يُعرف بـ"الطرق.

## تاريخ المحاورة الحديث
شعر المحاورة، رغم شهرته الواسعة في القرون الأخيرة، إلا أن بدايته الحقيقية تظل غامضة وغير موثقة بدقة. لكن هناك شواهد تاريخية على وجود هذا الفن قبل أكثر من مائة عام، مثل محاورة الشاعر محمد اللحياني من قبيلة هذيل مع بديوي الوقداني من عتيبة. إضافة إلى ذلك، ما زالت ذاكرة كبار السن، خاصة في منطقة الحجاز غرب المملكة العربية السعودية، تحفظ بعض تلك النصوص القديمة.
يُعتقد أن شعر المحاورة قد نشأ كنوع من التحدي بين شاعرين ليثبت كل منهما شاعريته وقوة كلماته. ربما بدأت المحاورات ببيت أو بيتين فقط، ثم تطورت تدريجيًا لتأخذ شكلها الغنائي الذي يعتمد على الأوزان الشعرية الدقيقة. ومع مرور الزمن، أدخلت الصفوف كجزء من هذا الفن، مما جعله يرتقي ليصبح من أبرز الفنون الشعرية وأكثرها شهرة اليوم.
ويوجد في منطقة الحجاز فن قديم كذلك اسمه الرديح وهو مثل شعر المحاورة ويعتقد البعض انه الصورة البدائية من شعر المحاورة.

## تعريفه
شعر المحاورة هو نوع من الشعر يعتمد على الكلام الموزون المقفى، والذي ينشد ارتجالياً بين شاعرين على الأقل، معتمدًا على الفتل والنقض في نفس اللحظة.

#### تعريف العناصر الأساسية
- الكلام الموزون: يشير إلى أن الشعر يجب أن يكون له وزن محدد، مستندًا إلى الأوزان الشعرية المعروفة. وتسمى الأوزان بـ"الطرق"، وهي مشابهة للطريق الذي يسير عليه الشعر. أصل تسمية "الطرق" يعود إلى علم العروض الذي أسسه الخليل بن أحمد الفراهيدي. تختلف الأوزان أو "الطواريق" بشكل كبير، مثلما تختلف البحور الشعرية، التي تتميز بتنوعها رغم أن البحور الطبيعية كلها متماثلة في كونها مياه شديدة الملوحة.

- الوزن: هو القالب الذي يُبنى عليه الشعر، حيث يعتمد على حركات الحروف وتحديدًا الحروف الساكنة. المتحركات مثل الفتحة والضمة والكسرة تُعتبر متشابهة، بينما الحروف الساكنة هي التي تُميز الوزن. أوزان الشعر العربي قديمة ومتنوعة، وكان الخليل بن أحمد الفراهيدي أول من وضع تفاعيلها في علم العروض، مكتشفًا 16 بحرًا. وفي الشعر النبطي العامي توجد بحور أو طواريق يصعب حصرها، لكنها تعتمد على نفس فكرة التفعيلة والقافية.

- القافية: تتعلق بالتزام الشاعر بوحدانية القافية، وهي الحروف الأخيرة في كل شطر. القافية مكمل أساسي للشعر العربي، حيث تتكامل مع الوزن لتشكيل بنية الشعر. ومن هنا، اشتق الشعر اسم "الشعر بالقوافي".

- المعنى: يمثل جوهر الشعر، وهو ما يميز الشعر المفهوم عن الكلام الذي لا يحمل معنى. يعتمد شعر المحاورة بشكل أساسي على المعنى، وهناك مفهوم يسمى "دفن المعنى"، وهو نوع من التورية أو الرمزية التي تضفي عمقًا على الشعر.

- الإنشاد والارتجال: شعر المحاورة يُنشد بلحن معين، ويتم نظمه ارتجالياً دون تحضير مسبق، مما يضيف عنصرًا من التحدي للشعراء.

- الفتل والنقض: يُعد الفتل والنقض من أهم الأسس في شعر المحاورة. الفتل يعني ابتداع أو نظم البيت الأول، بينما النقض هو الرد عليه. على سبيل المثال، إذا قال الشاعر الأول "سلام"، يرد الآخر "وعليك السلام" أو "مرحبا". يجب أن يتم النقض بطريقة تعكس الفتل، مثل الرد على عبارة "الشمس مشرقة" بعبارة "الشمس غائبة"، مما يظهر التفاعل الفوري بين الشعراء.

- التوقيت والمكان: يجب أن تكون المحاورة في نفس الزمان والمكان، مما يضمن الارتجالية والتفاعل المباشر بين الشعراء.

## المسميات
شعر المحاورة يُعرف اليوم بهذا الاسم، وهو تسمية حديثة. ومع ذلك، هناك تسميات قديمة لهذا الفن مثل "رديّه" - "المبادعه"، وهما تسميتان ترتبطان بالرد والارتجال، مما يعكس طبيعة هذا الشعر. أما في المنطقة الشرقية من المملكة العربية السعودية، يُطلق عليه اسم "قلطة"، وهي تسمية لا تتوافق مع أصله الحجازي. أصل "قلطة" يعود لكلمة "أقلط" التي تعني "تفضل"، وهي كلمة شمالية لا تعبر عن معنى المحاورة الشعري أو الارتجال. لذلك، تُعد "قلطة" من التسميات غير الدقيقة لهذا الفن، ويفضل استخدام التسميات الأصيلة المرتبطة بمعاني الشعر والمحاورة.

## أركان شعر المحاورة
ولشعر المحاورة اركان أساسية منها :
- الوزن: وهو ما يُعرف بالطرق، ويُعد من أهم العناصر التي يجب الالتزام بها.
- القافية: وهي الحروف الأخيرة في كل شطر من البيت، ويطلق عليها "الوقفات". تختلف القوافي حسب نوع المحاورة، وقد تحتوي على لزمة ثابتة.
- الفتل: هو البيت الأول الذي يتطلب ردًا من الشاعر الآخر.
- النقض: هو الرد على الفتل، ويهدف إلى إثبات الارتجالية ومنع التحضير المسبق للأبيات.
- المعنى: هو المقصود من المحاورة، وقد يكون المعنى مدفونًا (مخفى) أو مكشوفًا.
- اللحن: هو أداء الأبيات بشكل ملحّن أو مغنّى، ويُضفي على المحاورة طابعًا فنيًا.
- الارتجال: هو عنصر أساسي، حيث يُنظم الشعر دون تحضير مسبق.

## أنواع المحاورة
يمكن تقسيم المحاورة بالاعتماد على المعنى لنوعين وهما:
- محاورة فاضلة: وهي التي تكون ذات معاني سامية سواء عن الساحة الشعرية أو سياسية أو اجتماعية سواء كان المعنى مدفونا أو مكشوفا.
- محاورة فضولية: وهي المحاورات التي تعتمد على النعرات القبيلة والشتم والسب والذم المباشر وما يقال له (نزول) لو صح التعبير.

## الفتل والنقض
الفتل هو البيت الذي يحمل معنى يمكن نقضه، والنقض هو البيت الذي يرد على الفتل. يتطلب الفتل ردًا سريعًا من الشاعر الآخر، وغالبًا ما يكون النقض عن طريق النفي أو المعارضة. إذا لم يستطع الشاعر الرد بالنقض، فإنه يلجأ إلى المبالغة أو يقدم بيتًا أكثر حكمة أو قوة او يعترف للشاعر الذي فتل معناه بصحة رأيه. واكثر صور النقض هي النفي والمعارضة.

## دفن المعنى
هو اصطلاح شهير يُستخدم في المحاورة للإشارة إلى الرمزية أو التورية او الالغاز. يُعتبر دفن المعنى سلاحًا ذو حدين، إذ قد يعجز الشاعر الآخر عن فهم المعنى المدفون، ما يجعل المحاورة تتجه نحو الرمزية الكاملة. لكن إذا نجح الشاعر في فهم المعنى المدفون، فإن المحاورة تصبح أكثر إثارة وجمالاً واكثر ما يتم استخدام دفن المعنى فيه هو المعاني السياسية وكثيرا من شعراء المحاورة يستخدمون كلمات ظاهرة بمعاني باطنة فيهمها القارئ البسيط كما هي في الظاهر ولكن تحمل في باطنها العديد من المعاني التي قد يفهمها فئة المنتقدون للشعر.

## الموال
الموال هو لون جديد نسبيًا في فن المحاورة الشعري، أُدخل في عام 1411 هـ على يد الشاعرين بكر الحضرمي وعمر بن قشموع الخالدي الهذلي. الموال هو من أنواع الشعر النبطي القديم في الحجاز، ويُعرف أيضًا باسم "المجالسي". يتألف الموال من ثلاثة أشطر على قافية واحدة، بينما تكون قافية الشطر الرابع ثابتة. يتميز الموال بانتشار واسع في فن المحاورة، حيث أضاف له شعبية كبيرة نظرًا لألحانه العذبة وأدائه الصوتي الجميل. والموالات اضافت شعبية كبيرة لفن المحاورة لأن الموال في الأصل يعتمد على ألحان عذبة وأصوات ندية ولا يلزم الصفوف بترديد الأبيات مما يمنح الشاعر قدرة كبيرة على الإبداع. ولقد حدث تعجيز في الموالات بين الشعراء وكان التعجيز في الغالب في عدد الوقفات، ولقد حدثت طفرة كبيرة في الموالات وأصبح كل شاعر يستطيع أن يؤلف موال بشكل تعجيزي أو بشكل فني يعتمد على جمال الصوت واللحن.

## الصفوف
في الماضي، كان لكل شاعر مجموعة من الأشخاص يُعرفون بالصف، يقومون بترديد الأبيات التي ينظمها الشاعر. مؤخرًا، أصبحت الصفوف متاحة للجميع، ولم تعد محصورة على مجموعة محددة. كانت الصفوف تقف بشكل دائري، لكن بعد ظهور مكبرات الصوت أصبحت تقف بشكل مستقيم. من العيوب التي ظهرت مؤخرًا هي خروج أفراد الصف عن النسق والانضباط، وهي ممارسات لم تكن موجودة سابقًا في المحاورة. من الضروري على الصفوف الالتزام بالتوجيهات والانضباط للحفاظ على صحة المحاورة.

## وصلات خارجية
- شعر المحاورة